# Маріус Голтет
Маріус Голтет (норв. Marius Holtet; нар. 31 серпня 1984, м. Гамар, Норвегія) — норвезький хокеїст, правий нападник. Виступає за «Фер'єстад» (Карлстад) в Елітсерії.

## Ігрова кар'єра
Вихованець хокейної школи «Сторгамар» (Гамар). Виступав за ХК «Бофорс», «Х'юстон Аерос» (АХЛ), «Луїзіана Айс-Гейторс» (ECHL), «Айова Старс» (АХЛ).
У складі національної збірної Норвегії учасник зимових Олімпійських ігор 2010, учасник чемпіонатів світу 2003 (дивізіон I), 2006, 2008, 2009, 2010, 2011, 2012 та 2013. У складі молодіжної збірної Норвегії учасник чемпіонатів світу 2002 (дивізіон I), 2003 (дивізіон I) і 2004 (дивізіон I). У складі юніорської збірної Норвегії учасник чемпіонатів світу 2001 і 2002.

## Нагороди та досягнення
- Чемпіон Швеції — 2009, 2011.